# Police Symphony Orchestra
Police Symphony Orchestra (PSO) je symfonický orchestr z Police nad Metují. Zaměřuje se na populární a filmovou hudbu, rock, swing a klasiku a sdružuje mladé muzikanty a další pomocníky z celého Královéhradeckého kraje. Orchestr s 65 hudebníky působí pod vedením šéfdirigenta Joela Hány; mezi další dirigenty patří Jáchym Svoboda a Kryštof Koska. Orchestrální tvorbu doplňuje pěvecký sbor s 50 členy (sbormistr Lukáš Hrubeš) a stálí zpěváci – Josef Fečo, Vendula Příhodová a Karolína Soukupová. Stálým zpěvákem PSO byl i Jan Sklenář.
Těleso spolupracuje s předními českými umělci – např. zpěváci Ondřej Ruml, Tomáš Klus, Jan Cina, Vendula Příhodová, Jan Maxián, klavírista Ivo Kahánek, dirigent Václav Zahradník, sólisté baletu Národního divadla, herec Miloň Čepelka, moderátorka Lucie Výborná a mnoho dalších. Orchestr se zúčastnil také tří turné po Dánsku.
Dosud odehráli přes 130 koncertů v ČR i v zahraničí pro více než 170 000 diváků, a to včetně mnoha beneficí, na kterých dokázali vybrat více než 3,2 milionu Kč.

## Historie
Orchestr se začal formovat během roku 2010, kdy došlo ke spojení (převážně) žáků ZUŠ na Policku a Náchodsku. Hlavními zakladateli byli sourozenci Petra a Jakub Soukupovi. První koncert se uskutečnil 9. ledna 2011 v polickém Kolárově divadle. Jako dirigenti se představili Miroslav Srna a Jakub Mikunda, těleso tehdy čítalo asi 40 hráčů. První benefiční koncert se konal na Hvězdě a zúčastnilo se ho 800 diváků.
- 2010 – založení orchestru
- 2011 – první koncert
- 2014 – ve spolupráci se samosprávou měst první větší benefiční koncert[7] – v Broumovských stěnách[2]
- 2018 – zakladatelka orchestru Petra Soukupová získala za své aktivity cenu Nadace Via - VIA BONA - Mladý srdcař.[8][9][7]
- 2018, 31. srpna - benefiční koncert v údolí Klučanka[10][11]
- 2019 – zakladatelka Petra se dostala do výběru Forbes 30 pod 30
- 2020, 12. ledna – u příležitosti 10 let orchestru se uskutečnil koncert v pražském velkém sálu Paláce Lucerna.[2]
- 2020, 31. května – první online koncert v době pandemie koronaviru
- 2020, 28. srpna – koncert na ČRo Radiožurnál
- 2022 – založení pěveckého sboru
- 2022, 3. července – vystoupení na velkém finále festivalu Smetanova Litomyšl – jako host zpěvačka Zaz
- 2022, 16. až 18. září – benefiční trojkoncert na letišti v Broumově[2]
- 2023, 25. března – koncert v Kongresovém centru Praha[12]
- 2023, 8. května - benefiční koncert s Tomášem Klusem pro Mary´s Meals[13]
- 2024, 27. ledna - první halový koncert v Enteria aréně Pardubice[14][15]
- 2024, 15. června – koncert na festivalu Rock for People[16][17][18]
- 2024 – uvedení filmu Velký finále PSO[19][20]
- 2024, 6. prosince - koncert v Rudolfinu s Prago Union[21][22]

### Dirigenti
- Jakub Mikunda (2010–2012)
- Miroslav Srna (2010–2015)
- Jakub Šaroun (2012–2014)
- Věra Vlčková (2012–2020)
- Josef Javora (2015–2016)
- Chuhei Iwasaki (2016–2017)
- Joel Hána (od 2015)
- Jáchym Svoboda
- Kryštof Koska

### Zpěváci
- Filip Hořejš (2012–2017)
- Iveta Aman (2011–2015)
- Jan Sklenář
- Karolína Soukupová
- Vendula Příhodová

## Diskografie[23]

### Alba

#### Police Symphony Orchestra
Eponymní album Police Symphony Orchestra vyšlo v roce 2016 po 7 letech působení Police Symphony Orchestra na koncertních pódiích. Album obsahuje 10 skladeb, většina skladeb je instrumentálních, na pár skladeb jsou přizvání zpěváci Filip Hořejš, Iveta Suchánková a Karolína Soukupová.
Na albu se podíleli Jan Valt a Rudolf Koudelka, město a ZUŠ Police nad Metují.

#### Sezona 2020
Střihové album natočené v průběhu roku 2020 na několika místech v celé České republice. Obsahuje i nahrávku se souborem Divadla Járy Cimrmana.

### Singly

#### Obálky
Natočeno ve společenském centru UFFO v Trutnově 6. srpna 2022. První nahrávka, která vyšla i na streamovacích sítích.

#### O čem sní diváci
Natočeno v rámci představení Sen na letišti Broumov 19. září 2022.

## Film Velký finále PSO
V roce 2024 byl uveden film režiséra Dominika Kalivody Velký finále PSO, který popisuje příběh orchestru v letech 2019–2022, tj. od oslavy 10 let orchestru v Lucerně, přes období pandemie covidu-19 až po účinkování na Smetanově Litomyšli. Film získal na Zlín Film Festivalu 2024 Zvláštní uznání prezidenta festivalu za autentické ztvárnění inspirativního příběhu mladých lidí. Snímek byl prvně promítán právě na tomto festivalu dne 30. května 2024. Předpremiéra se následně konala v Polici nad Metují dne 6. července 2024 a slavnostní premiéra v pražském kině Lucerna 29. srpna 2024. Tímto dnem také snímek vstoupil do distribuční sítě kin.